# James G. Field

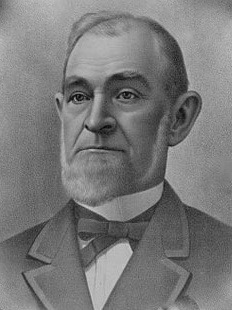
James G. Field

James Gaven Field (* 24. Februar 1826 im Culpeper County, Virginia; † 12. Oktober 1901 in Gordonsville, Virginia) war ein US-amerikanischer Jurist und Politiker. Er war als Mitglied der Conservative Party Attorney General von Virginia und später Kandidat der People’s Party für das Amt des Vizepräsidenten der Vereinigten Staaten von Amerika.

## Biografie
James Field wurde als Sohn von Richter Lewis Yancy und Maria (Duncan) Field, eines Nachkommen von Sir John Field, aus England geboren. Nach dem Besuch einer klassischen Schule engagierte er sich in Fairfax in Handelsgeschäften und unterrichtete anschließend an einer Schule.

### Werdegang
1848 begleitete er Major Hill, Zahlmeister der US Army, als Angestellter nach Kalifornien und wurde in der Lohnabteilung der Seventh United States Army beschäftigt. Er wurde zu einem Sekretär des Konvents ernannt, der 1850 die erste Verfassung des Staates Kalifornien formulierte. Im Oktober desselben Jahres kehrte er nach Virginia zurück, wo er bei seinem Onkel, Richter Richard H. Field, Jura studierte. Er wurde 1852 durch die Anwaltskammer als Anwalt zugelassen. In den Jahren 1859 bis 1861 war er Staatsanwalt im Culpeper County.
Im Bürgerkrieg diente er als Major im Stab von General Ambrose Powell Hill, wurde in der Schlacht von Cold Harbor verwundet und verlor in der Schlacht von Cedar Creek ein Bein.
Field, der ursprünglich der Demokratischen Partei angehörte, wurde 1877 als Nachfolger von Raleigh T. Daniel Attorney General von Virginia und zog sich nach fünfjähriger Tätigkeit auf eine Farm im Albemarle County zurück; sein Amt fiel dann an Frank S. Blair. Im Jahr 1892 wurde er Kandidat der People’s Party für das Amt des Vizepräsidenten der Vereinigten Staaten gemeinsam mit dem Präsidentschaftskandidaten James B. Weaver. Sie erhielten die Wahlmännerstimmen von Colorado, Idaho, Kansas und Nevada sowie zwei weitere Wahlmännerstimmen aus North Dakota und Oregon, insgesamt 22. Insgesamt entfielen auf sie 1.041.028 Wählerstimmen.

## Persönliches Leben
Er heiratete 1854 Fräulein Cowherd und 1882 Fräulein Logwood. Seine letzten Jahre verbrachte er in Gordonsville, er starb dort am 12. Oktober 1901.